# Гордон Майлн
Ґордон Майлн (англ. Gordon Milne, нар. 29 березня 1937, Престон) — англійський футболіст, що грав на позиції півзахисника, а також футбольний тренер.

## Клубна кар'єра
Ґордон Майлн народився в Престоні і є сином шотландського футболіста Джиммі Майлна, що грав там за «Престон Норт-Енд». Ґордон розпочав грати у футбол за «Моркем», після чого перейшов в клуб свого батька «Престон Норт-Енд».
В серпні 1960 року він перейшов у «Ліверпуль» за £ 16 000, ставши одним з перших трансферів Білла Шенклі. Дебютував за «червоних» в матчі Другого дивізіону проти «Саутгемптона» (0:1) 31 серпня 1960 року і забив свій перший гол на 10-й хвилині матчу проти «Ньюкасл Юнайтед» на Сент-Джеймс Парк 20 вересня 1961 року. Майлн став найважливішою ланкою півзахисту команди зразка першої половини-середини 1960-х і пропустив лише невелику кількість ігор за три сезони, протягом яких «Ліверпуль» спочатку виграв Другий дивізіон, потім закріпився в Першому, а ще через рік виграв чемпіонський титул (це сталося 1964 року). Наступний титул був завойований у 1966 році. Також з командою він виграв Кубок Англії 1965 року і, незважаючи на пропуск фіналу через травму, він допоміг команді виграти три поспіль національних Суперкубка. Загалом Ґордон відіграв 282 матчі в лізі і кубку за «червоних», забивши 18 голів.
У травні 1967 року Ґордон був підписаний «Блекпулом», після виступів за який в 1970 році перейшов на посаду граючого тренера непрофесійного «Віган Атлетік», де і завершив ігрову кар'єру.

## Виступи за збірну
Дебютував 1963 року в офіційних матчах у складі національної збірної Англії. Майлн провів 14 ігор за збірну і сподівався бути одним з гравців від «Ліверпуля», які повинні були захищати честь Англії на чемпіонаті світу 1966 року, проте в підсумку виявився одним з тих гравців, хто потрапив до розширеного списку Альфа Ремзі, але на сам турнір не поїхав.

## Тренерська кар'єра
В січні 1970 року Майлн став граючим тренером клубу «Віган Атлетік», керуючи командою у 73 матчах Північної Прем'єр-ліги.
Приблизно рік (з 1972) він був тренером юнацької збірної Англії, яка під його керівництвом виграла юнацький чемпіонат Європи 1972 і 1973 років, після чого 8 років очолював «Ковентрі Сіті».
У серпні 1982 року став головним тренером клубу «Лестер Сіті» і в першому ж сезоні вивів команду в Перший дивізіон, де працював з командою до 1986 року. Після цього 1987 року Ґордон очолив турецький «Бешикташ», з яким він виграв три титули чемпіона Туреччини поспіль в 1990, 1991 і 1992 роках. Також він виграв з командою три національних Кубка і два Суперкубка, завдяки чому Майлну вдалося створити один з найуспішніших періодів в історії «Бешикташа».
1994 року Майлн очолював клуб «Наґоя Грампус» у Японії, після чого повернутися до Туреччини, де тренував «Бурсаспор» (1996—1997), а потім і «Трабзонспор» (1998—1999).
Після цього Майлн прийняв роль спортивного директора в «Ньюкасл Юнайтед» і працював разом з менеджером Боббі Робсоном у період з 1999 по 2004 рік.
Обіймав посаду виконавчого директора Асоціації менеджерів ліги, а також працював спортивним директором в «Бешикташі» в 2006 році.

## Статистика
| Збірна Англії | Збірна Англії | Збірна Англії |
| Роки          | Ігри          | голи          |
| ------------- | ------------- | ------------- |
| 1963          | 5             | 0             |
| 1964          | 8             | 0             |
| Усього        | 13            | 0             |

## Досягнення

### Як гравець
- Чемпіон Англії: 1963-64, 1965-66
- Володар Кубка Англії: 1964–65
- Володар Суперкубка Англії: 1964, 1965 (розділений), 1966

### Як тренер
- Переможець юнацького чемпіонату Європи: 1972 і 1973 років
- Чемпіон Туреччини (3): 1989-90, 1990-91, 1991-92
- Володар Кубка Туреччини (3): 1988-89, 1989-90, 1993-94
- Володар Суперкубка Туреччини (2): 1989, 1992